# Titu Maiorescu
Titu Maiorescu (ur. 15 lutego 1840 w Krajowej, zm. 18 czerwca 1917 w Bukareszcie) – rumuński krytyk literacki i polityk, założyciel stowarzyszenia Junimea. Jako krytyk literacki był jedną z głównych sił napędowych rozwoju rumuńskiej kultury w drugiej połowie XIX wieku.
Był członkiem Partii Konserwatywnej, ministrem spraw zagranicznych w latach 1910–1914 i premierem od 1912 do 1914 roku. Reprezentował Rumunię na konferencji pokojowej, która zakończyła drugą wojnę bałkańską. Opowiadał się za proniemiecką orientacją państwa, którą przedkładał ponad orientację profrancuską. Sprzeciwiał się udziałowi Rumunii w I wojnie światowej po stronie antyniemieckiej, ale opowiedział się przeciw współpracy z Niemcami po tym, jak rozpoczęli oni okupację Bukaresztu.